# Meris alticola
Meris alticola är en fjärilsart som beskrevs av George Duryea Hulst 1896. Meris alticola ingår i släktet Meris och familjen mätare. Inga underarter finns listade i Catalogue of Life.